# ناثانيل إيزاك
ناثانيل إيزاك (بالإنجليزية: Nathaniel Isaacs)‏ هو مستكشف جنوب أفريقي، ولد في 1808، وتوفي في 1872.